# Лугера-Самцацхві
Лугера-Самцацхві (груз. ლუღერა-სამცაცხვი) — село в Грузії.
За даними перепису населення 2014 року в селі проживає 215 осіб.